# Centro nitrógeno-vacante

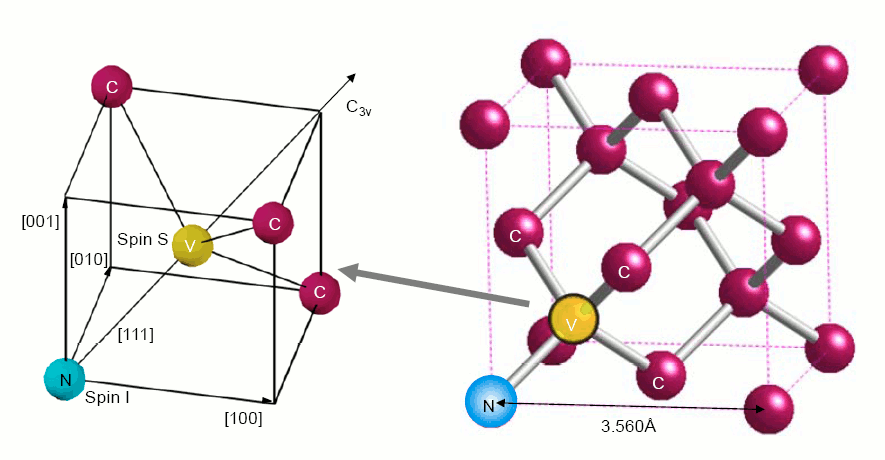
Esquemas de un centro nitrógeno-vacante en una red cristalina de diamante, con los átomos de carbono en rojo, el átomo de nitrógeno en azul y la vacante en amarillo. A la izquierda se destacan las posiciones cristalográficas especiales y la simetría local C3v, a la derecha se muestra el contexto de la red cristalina de diamante.

Un centro nitrógeno-vacante consiste en dos posiciones adyacentes de la red cristalina del diamante que en lugar de contener dos átomos de carbono contienen un único átomo de nitrógeno, quedando la otra posición vacante. Es uno de los numerosos defectos cristalinos conocidos en el diamante, que se observan tanto en diamantes naturales como sintéticos, y los apartan de la estructura idealizada. El centro nitrógeno-vacante más estudiado tiene una carga eléctrica de -1 y dos valores de espín: un espín nuclear que puede ser I=1 para el nitrógeno-14 o I=1/2 para el nitrógeno-15, y un espín electrónico S=1, por el mismo electrón extra que le da la carga y los radicales que quedan por los enlaces covalentes rotos. Es interesante como sistema modelo en diferentes ramas de la física cuántica, concretamente en óptica cuántica y en computación cuántica, y se han sugerido posibles aplicaciones en cifrado cuántico y en computación cuántica.

## Defectos cristalinos en el diamante
Los defectos cristalinos en el diamante, bien naturales, bien inducidos, por ejemplo por irradiación con partículas de alta energía, se empezaron a estudiar por resonancia paramagnética electrónica (RPE) en las décadas de 1960 y 1970. Esta técnica es sensible a muchos de estos defectos, puesto que usualmente conllevan la rotura de enlaces covalentes, dejando electrones desparejados, también llamados radicales, y precisamente a éstos es sensible la resonancia paramagnética electrónica, mientras que la estructura regular del diamante es diamagnética, esto es, no da señal en RPE. 
Dentro de una amplia variedad de defectos, el átomo de nitrógeno fue el primero al que se pudo asignar una impureza de forma no ambigua a una señal de resonancia paramagnética electrónica. Posteriormente, se encontró toda una serie de defectos que contenían uno, dos o tres átomos de nitrógeno, en diferentes posiciones relativas, ocasionalmente acompañados por otros átomos de otros elementos. Por otro lado, se encontraron múltiples defectos que incluían al menos una posición vacante: tanto vacantes aisladas, neutras o con carga eléctrica negativa, como asociadas a otros defectos, entre ellos uno o dos átomos de nitrógeno u otros elementos.

## Carga y estructura
Se han distinguido dos estados de carga de este defecto, el N-V0 neutro y el N-V− negativo, mediante estudios espectroscópicos de absorción óptica, fotoluminiscencia (PL), resonancia paramagnética electrónica (EPR) y resonancia magnética detectada ópticamente, que se puede ver como un híbrido de PL y EPR. La mayor parte de los detalles de la estructura provienen del EPR. 
Un átomo de nitrógeno tiene cinco electrones de valencia. Tres de ellos se unen covalentemente a átomos de carbono vecinos, los dos restantes forman un par solitario. Tres electrones desparejados, resultantes de los tres enlaces carbono-carbono rotos apuntan hacia el sitio vacante, y la interacción entre ellos es tal que resulta en un espín S=1/2. Así pues, el N-V0 tiene un electrón desapareado, y es paramagnético. Sin embargo, su caracterización por EPR solo fue posible de forma indirecta en 2008, tras una excitación óptica; se postuló que la señal del estado fundamental es demasiado ancha para su detección.
En el estado de carga negativo N-V−, el electrón extra se sitúa en el sitio vacante, y su acoplamiento con los tres electrones desparejados de los carbonos es tal que resulta en un spin total S=1.

## Centro nitrógeno-vacante como qubit
A partir de los años 2000 se sucedieron estudios físicos, tanto teóricos como experimentales, en los que se utilizaban de forma explícita las propiedades mecanocuánticas de un centro nitrógeno-vacante. Como su espín electrónico S=1 presenta un considerable desdoblamiento a campo nulo, en un contexto de teoría cuántica de la información el par ms={\displaystyle \pm }1 se define como qubit, y se han llevado a cabo experimentos que muestran el acoplamiento coherente entre dos de estos qubits. También se ha logrado observar dinámicas de espín coherentes entre el espín electrónico y el espín nuclear {\displaystyle I={\frac {1}{2}}} de algunos de átomos 13C cercanos al centro NV, que pueden considerarse como una memoria, puesto que están relativamente protegidos de la decoherencia.